# Minato Mirai 21
Minato Mirai 21 (みなとみらい21), é uma zona urbana da cidade de Yokohama, Japão.

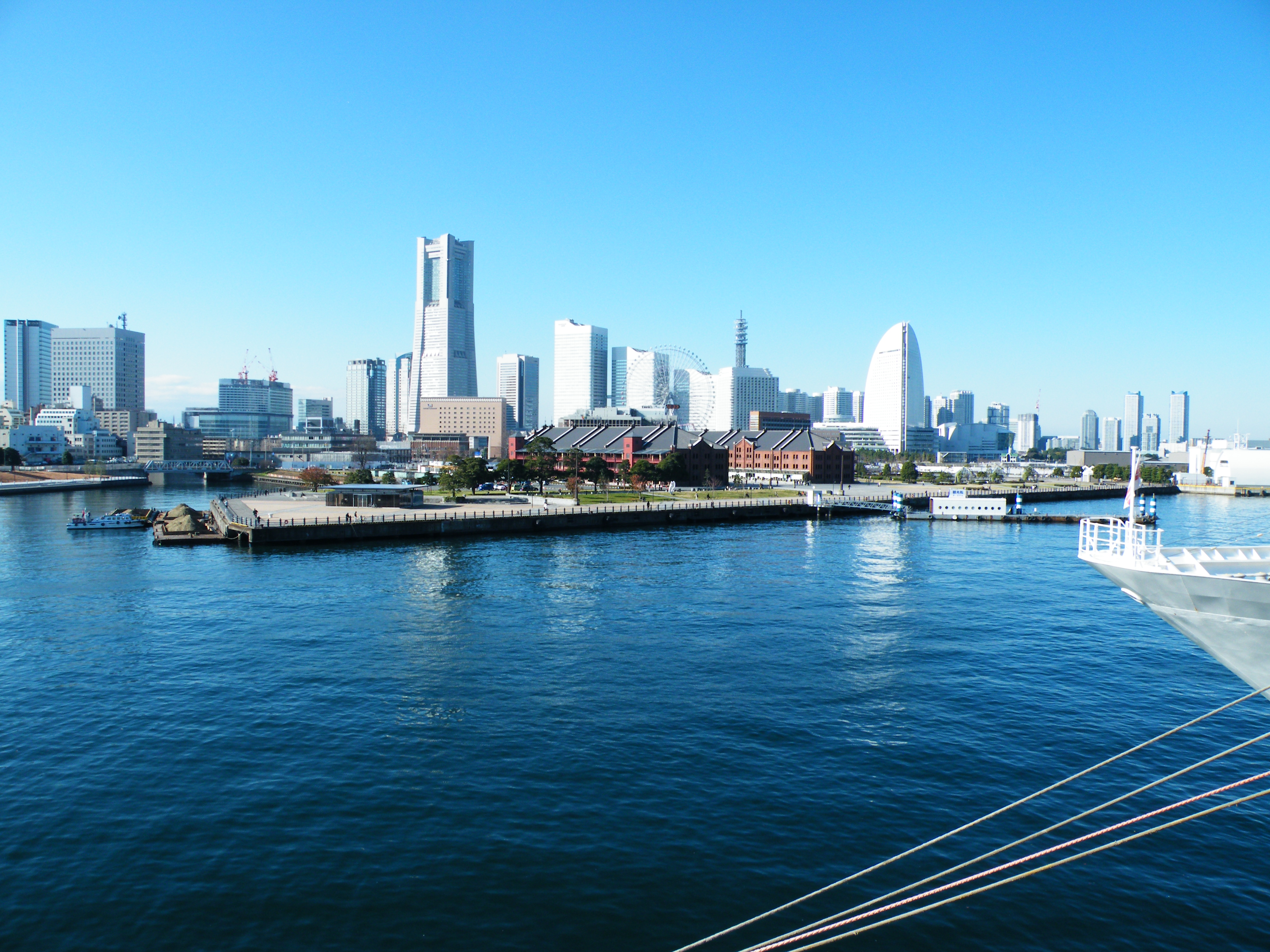
Minato Mirai 21.

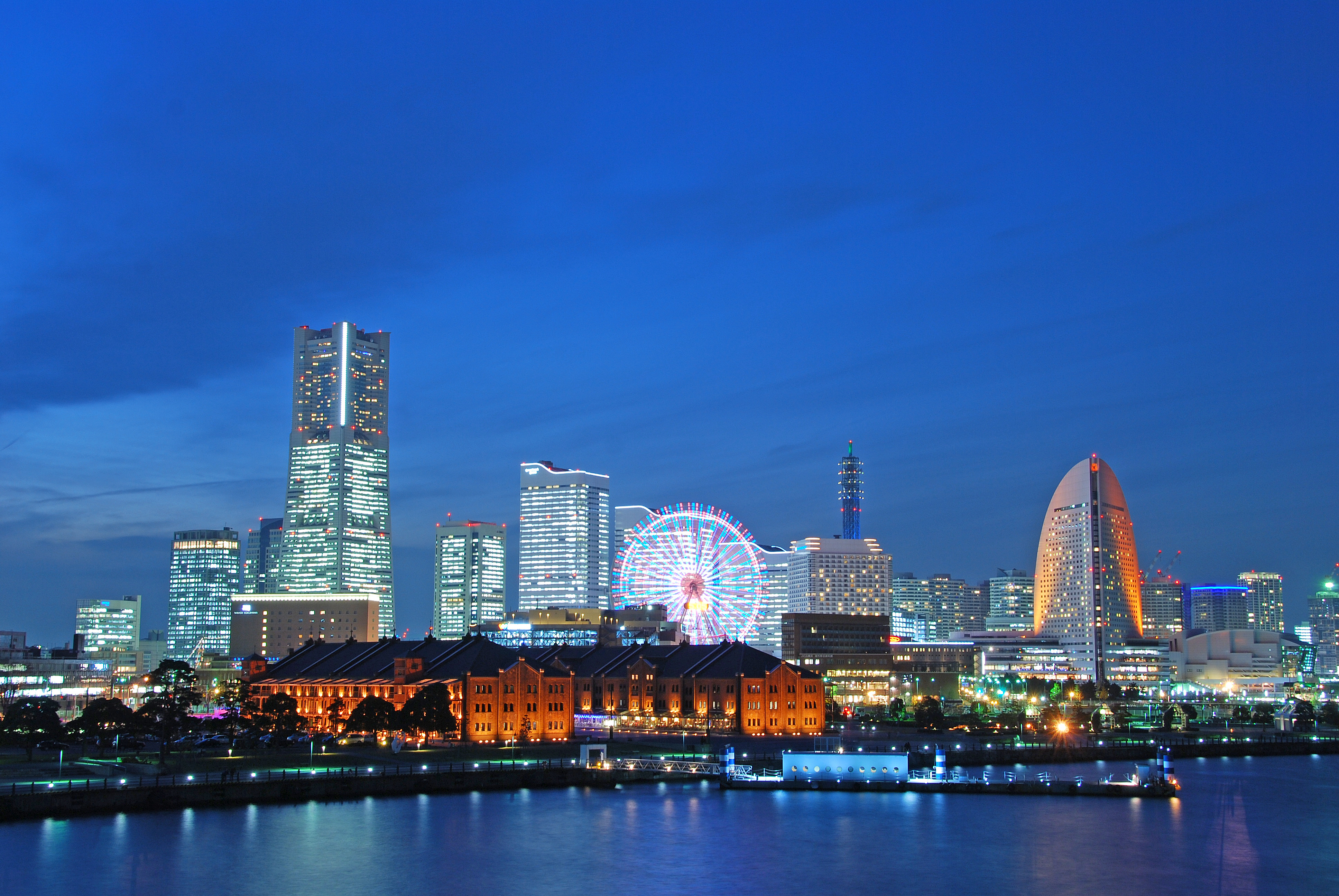
Minato Mirai 21 à noite.

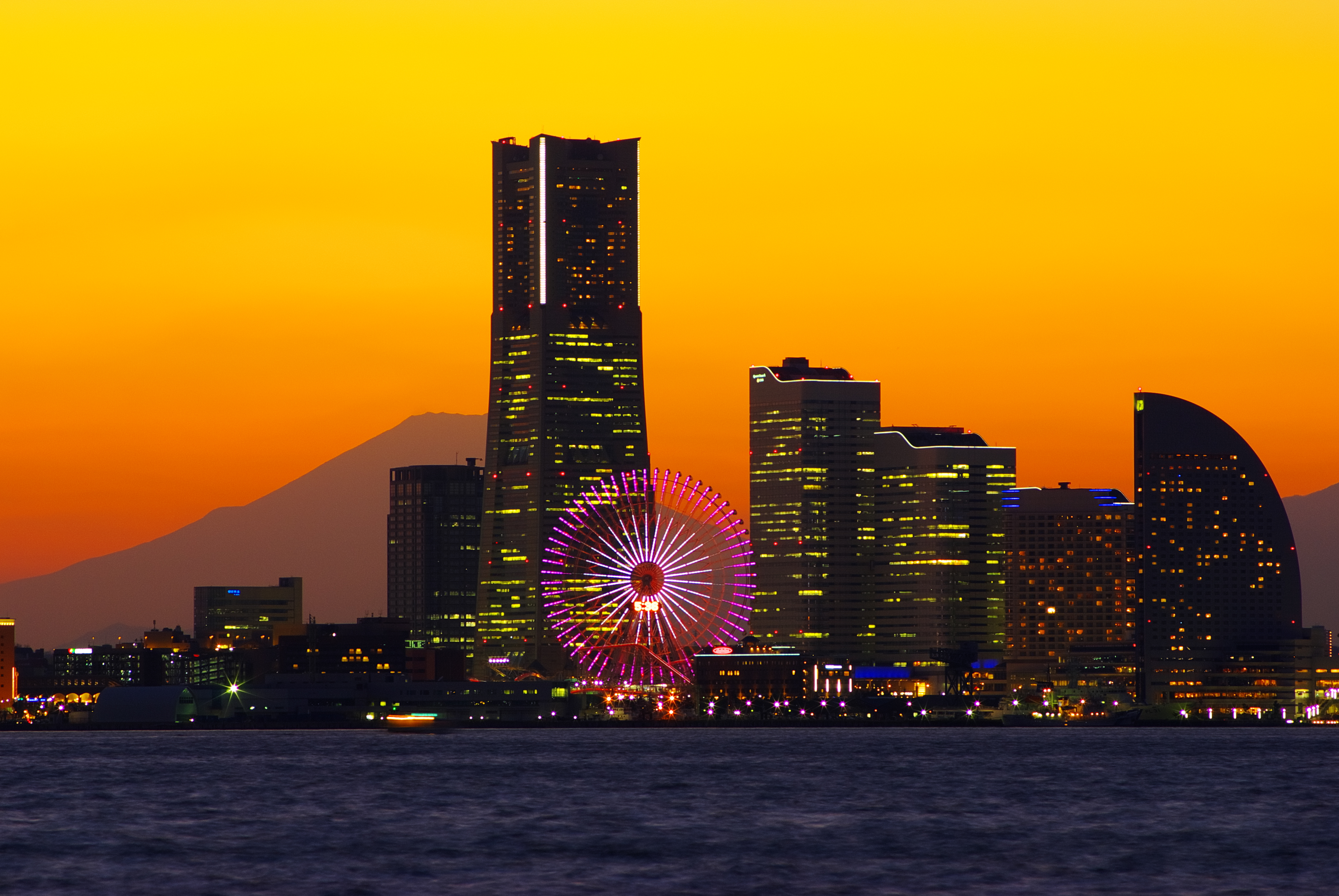
Minato Mirai 21 durante o pôr-do-sol, com o Monte Fuji ao fundo.

O nome, que significa "Porto Futuro 21", foi selecionado de sugestões feitas pela população. A construção da área teve início em 1983 com o aterramento de parte da costa marítma.
Uma das principais atrações é o Yokohama Landmark Tower, um dos arranha-céus mais altos do mundo, com 295,8 metros de altura.